# 舟木頼重
舟木 頼重（ふなき よりしげ）は、鎌倉時代後期から室町時代にかけての美濃国の武将、守護大名。

## 生涯
父は土岐光定。兄に隠岐国時、高田衡国、蜂屋定親、土岐頼貞など他多数。子に頼員（頼春）、光賢、頼乗。
土岐光定の八男として土岐郡の大富館で生まれて成人した。兄の定親、弟の頼重も大富館で生まれている。